# La Crique des pirates
La Crique des pirates est un jeu de société créé par Paul Randles et Daniel Stahl en 2002 et édité par Amigo. Il est édité depuis 2003 par Days of Wonder.

## Principe général
Naviguant d'île en île, pillant de-ci de-là, combattant vos adversaires et les pirates de légende qui naviguent sur les eaux, vous devez, en un an, devenir le pirate le plus renommé.

## Règle du jeu

### Mise en place
Chaque joueur se voit attribuer un plateau individuel représentant son bateau. On place les 4 curseurs des caractéristiques du bateau sur les positions marquées par les têtes de mort.
Chaque joueur reçoit une carte taverne et 9 doublons. Avant de commencer la partie, les doublons peuvent être utilisés par les joueurs pour améliorer les caractéristiques de leur bateau.

### But du jeu
Le but du jeu est de devenir le pirate cumulant le plus de points de renommée à l'issue de 12 mois (12 tours de jeu).
On touche des points de renommée de plusieurs façons :
- En pillant des îles,
- En allant enterrer des coffres ou des doublons sur l'île aux trésors,
- En revenant victorieux de combats contre les autres pirates,
- En tirant des cartes de renommée à la taverne.

### Déroulement
La partie se déroule en 12 tours successifs. Chaque tour comporte les phases de jeu suivantes qui sont exécutées par tous les joueurs simultanément :
- Trésors : On révèle les cartes trésors des 5 îles extérieures et on déplace le (ou les) pirate(s) de légende sur l'île voisine de laquelle il(s) se trouve(nt).
- Navigation : Les joueurs déterminent en secret l'île vers laquelle ils veulent se diriger. Tous les joueurs révèlent leur destination ensemble et déplacent leur bateau selon le choix qu'ils ont fait.
- Combats : Si plusieurs bateaux ennemis se retrouvent sur la même île extérieure, ils se livrent un combat jusqu'à ce qu'il ne reste plus qu'un bateau.
- Pillage : Les joueurs qui à la suite des combats sont restés sur une île pillent leur île selon les indications de la carte trésor correspondante.
- Effet des îles : Tous les joueurs peuvent profiter de l'effet spécifique de leur île.

### Fin de partie et vainqueur
La partie s'arrête à la fin du douzième tour de jeu. Les joueurs révèlent les cartes de renommée qu'ils ont récupérées pendant la partie à la taverne.
Le joueur qui a le plus de point de victoire gagne la partie. En cas d'égalité, les ex æquo s'affrontent dans un ultime combat pour se départager.

## Les auteurs
Le jeu a été créé par deux auteurs de jeux de société américains. 
Depuis 1994, Daniel Stahl est connu comme webmaster du site Alphastrike.com et d'autres sites de jeux. Paul Randles est mort d'un cancer à 39 ans.